# 하드 캔디
《하드 캔디》(영어: Hard Candy)는 미국에서 제작된 데이비드 슬레이드 감독의 2005년 심리 스릴러 드라마 영화이다. 주로 뮤직 비디오를 감독하던 슬레이드의 첫 장편 영화 연출작이다. 패트릭 윌슨, 엘리엇 페이지 등이 출연하였고, 마이클 콜드웰 등이 제작에 참여하였다.
이 영화는 2005년 1월 21일 제21회 선댄스 영화제에서 전 세계 최초로 상영되었으며, 2006년 4월 1일 플로리다 영화제에서도 상영되었다. 미국에서 2개 극장에서 한정 개봉되었다.

## 출연진
- 패트릭 윌슨
- 엘런 페이지
- 샌드라 오

## 기타 제작진
- 후반 작업 제작: 얼로라 차우두리, 앨릭스 웹스터
- 공동 제작: 브라이언 넬슨, 핸스 리터
- 협력 제작: 에리카 파조(미국), 바니 제프리(영국)
- 배역: 밸러리 매캐프리
- 미술: 제러미 리드
- 의상: 제니퍼 존슨